# Exoprosopa nuragasana
Exoprosopa nuragasana är en tvåvingeart som beskrevs av Hesse 1956. Exoprosopa nuragasana ingår i släktet Exoprosopa och familjen svävflugor.
Artens utbredningsområde är Namibia. Inga underarter finns listade i Catalogue of Life.